# Combiné d'escalade

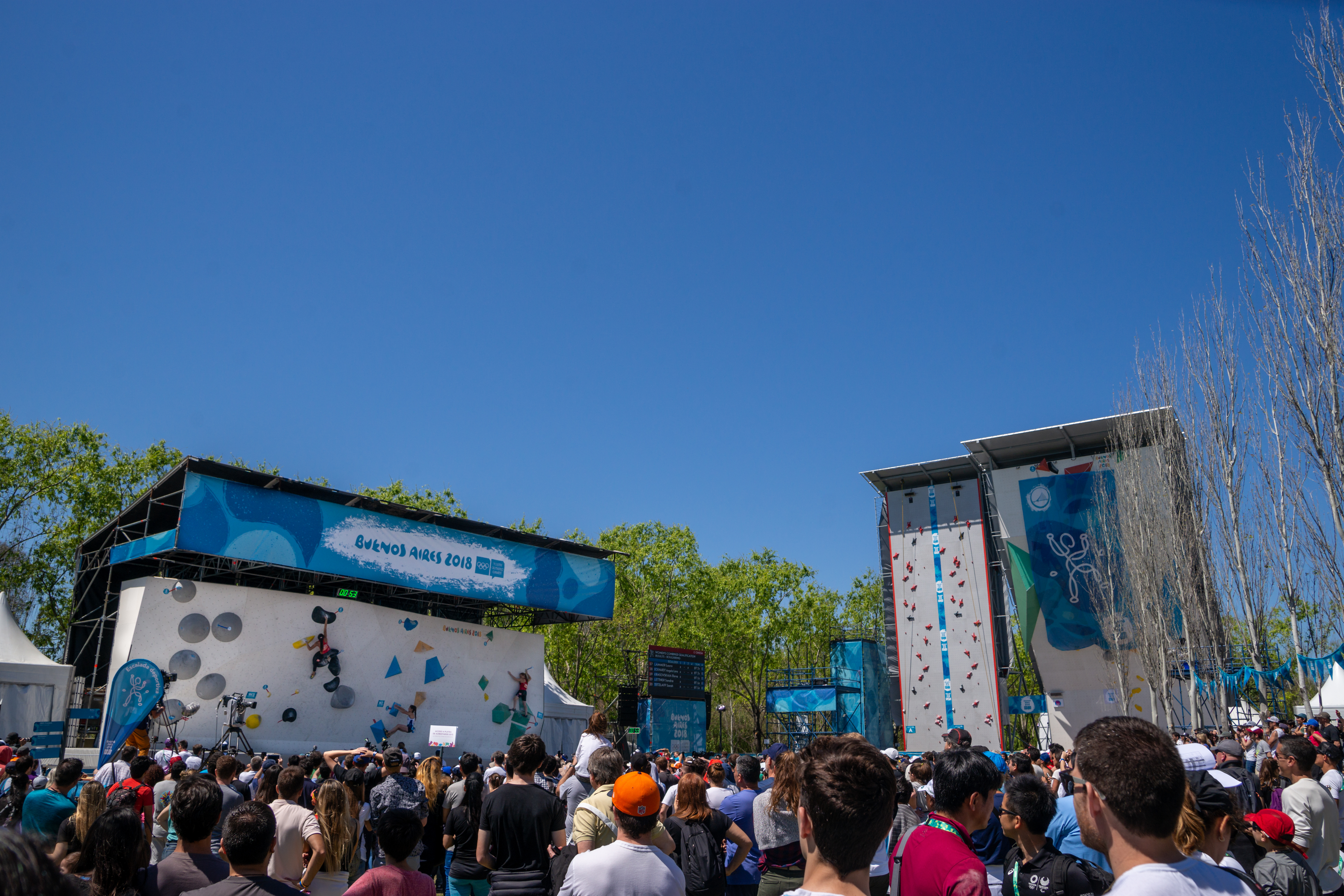
Murs d'escalade utilisés pour les différentes disciplines lors des JO de la Jeunesse 2018. (De gauche à droite : le bloc, la vitesse et la difficulté.)

Le combiné d'escalade est un format de compétition d'escalade regroupant plusieurs disciplines d'escalade sportive : la difficulté, le bloc et parfois la vitesse.

## Trois disciplines

### Vitesse

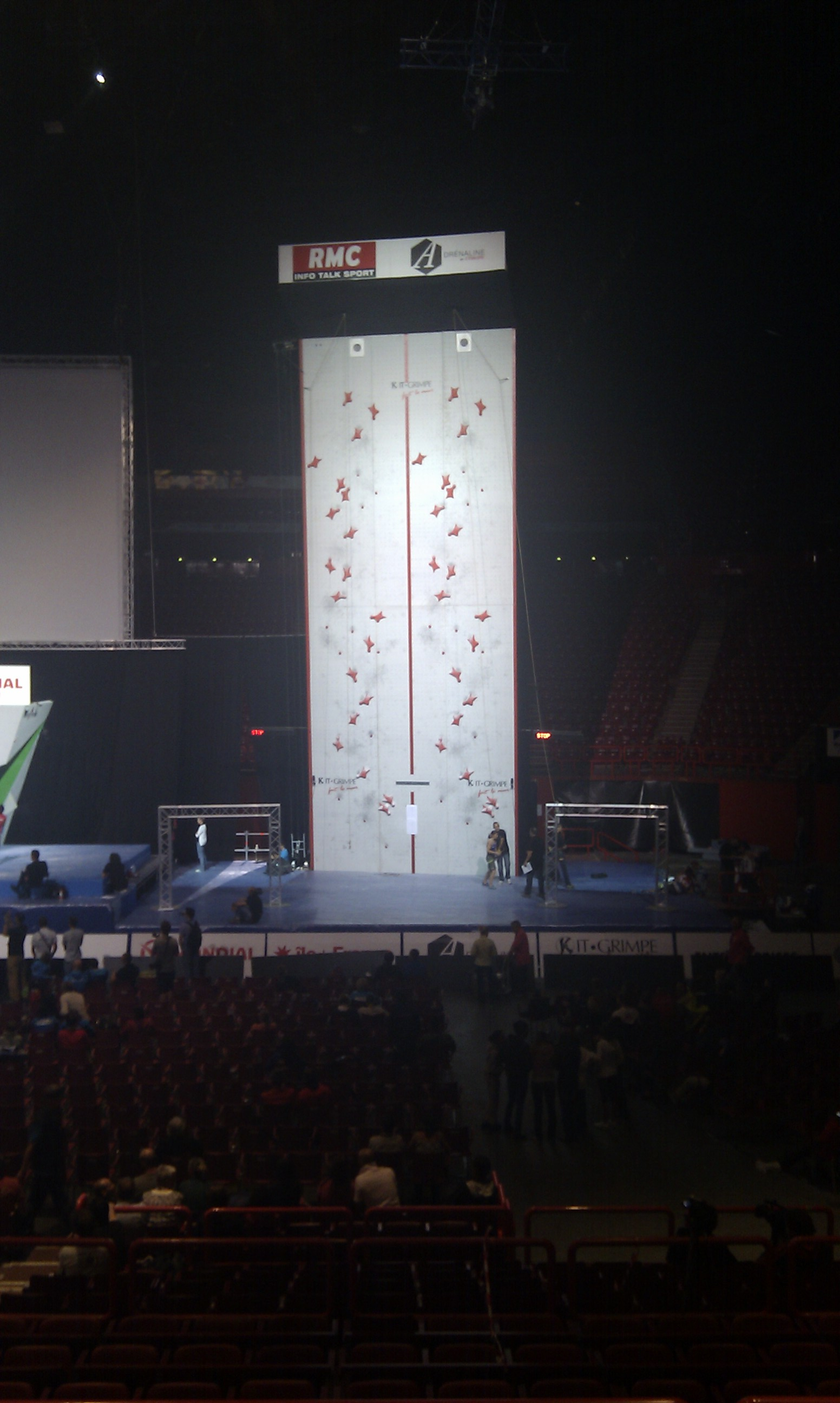
Mur de vitesse homologué en compétition. On remarque que les deux voies ont le même emplacement des prises.

Sommairement, l'épreuve de vitesse consiste à atteindre le haut d'une paroi verticale parsemée de prises le plus vite possible. Les grimpeurs sont raccordés à un assureur automatique.
Deux parois sont homologuées, une de 10 mètres et une autre de 15 mètres. La place des prises est tout le temps identique.

### Bloc

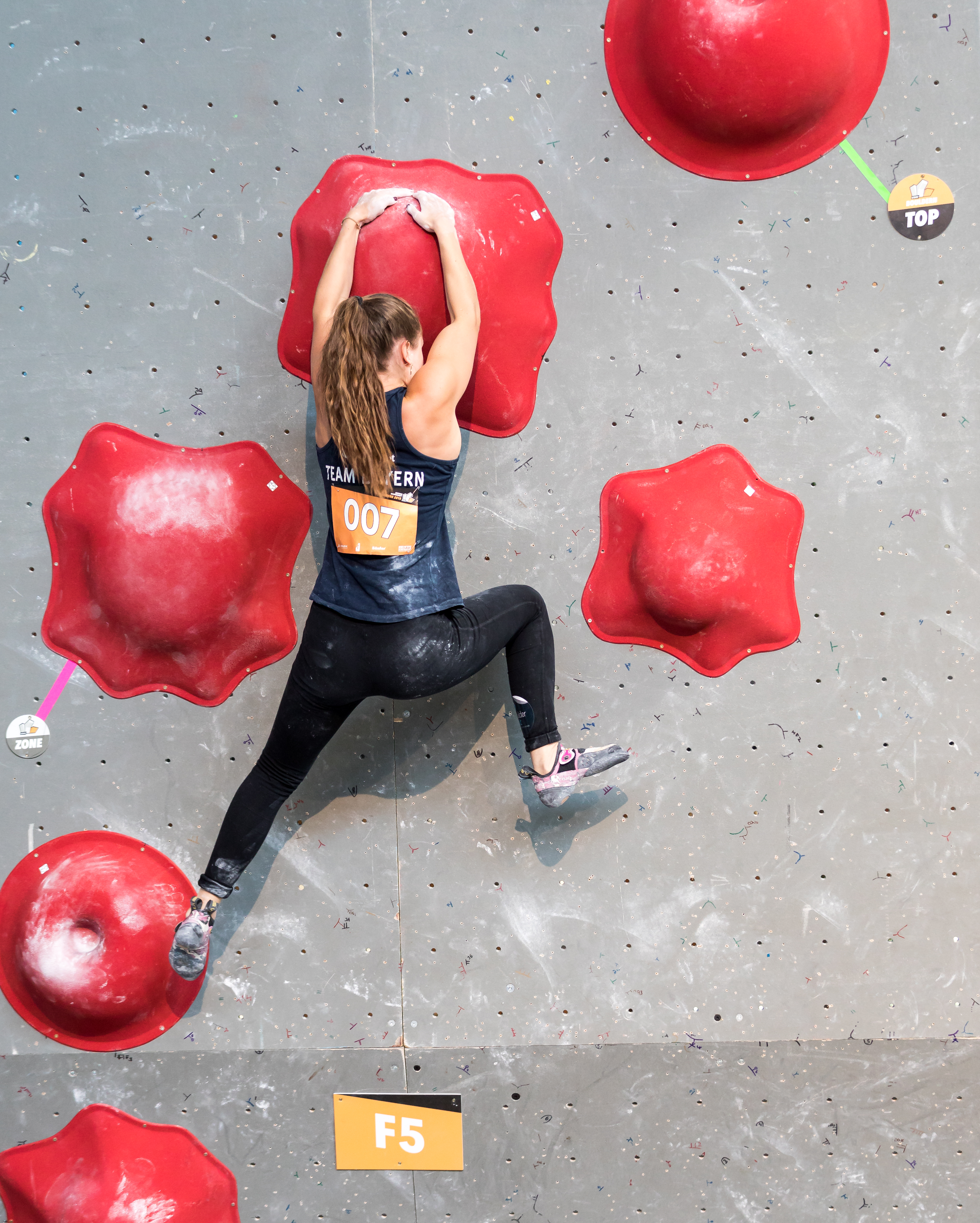
Exemple de bloc en compétition. La voie est courte, mais l'effort en est d'autant plus dur.

Sommairement, l'épreuve de bloc consiste à poser ses deux mains sur la dernière prise de la voie pendant 3 secondes. Pour ce faire, les grimpeurs peuvent utiliser toutes les prises et volumes de la voie, haute de 4,5 mètres au plus (en général). Cette discipline se pratique sans encordage.
Cette discipline constitue un concentré de difficulté. La planification est essentielle. Différentes difficultés existent.

### Difficulté

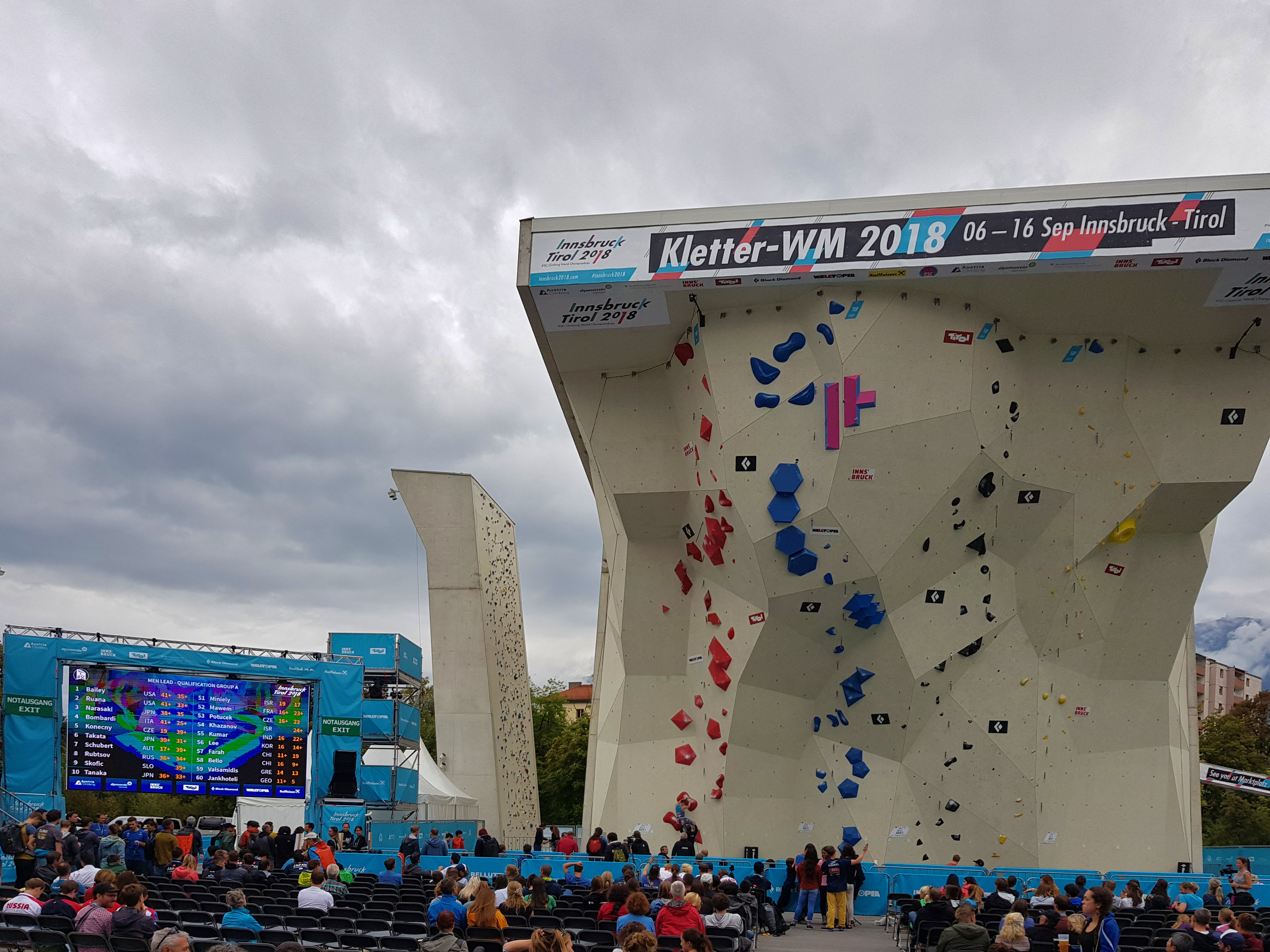
Voie de compétition de difficulté. On peut se rendre compte combien l'endurance y est fondamentale.

Sommairement, l'épreuve de difficulté consiste à arriver en haut d'une voie d'une certaine hauteur, souvent entre 8 mètres et 20 mètres, avec encordement. La difficulté de ces voies est moins homogène que pour le bloc. Planification et endurance sont essentielles. Différentes difficultés existent.
Rarement plus de 8 minutes sont accordées en compétition pour terminer la voie. La moindre chute met un terme à l'essai.

## Le principe
Le format combiné mélange l'escalade de vitesse, de bloc et de difficulté. Un classement général est dressé à son issue.

### Comptage des points

#### Concept
Les participants participent aux trois disciplines. Pour obtenir le nombre de points qu'ils ont acquis, on multiplie leur rang dans le classement de chacune des disciplines,.
Ainsi, moins on a de points, mieux on est classé.

#### Exemple
Un compétiteur ayant fait deuxième en voie, troisième en bloc et vingtième en vitesse aura {\displaystyle 2*3*20=120} points.

### Exemple de modalités
Les participants sont vingt femmes et vingt hommes. Les plus souvent, ils compétitionnent séparément.
Pour la vitesse, le meilleur temps de deux essais est retenu.
Pour le bloc, un temps d'observation est alloué. Quatre blocs sont proposés aux qualifications et trois en finale. En qualification, plusieurs participants sont sur les différents blocs simultanément. En finale, ils passent les uns après les autres.
Pour la voie, un temps d'observation est alloué. Les participants passent les uns après les autres.

## Tokyo 2020
C'était le format d'épreuve choisi pour les Jeux Olympiques de Tokyo 2020 d'escalade. Un jeu de médailles pour les hommes et un autre pour les femmes étaient proposés.